# Biologische Regelung
Unter biologischer Regelung versteht man die Regelungsmechanismen innerhalb eines Organismus.
Der Organismus unterliegt ständig Einflüssen (Reizen) von außen und auch aus dem Körperinneren, die wichtige Körperfunktionen stören können. Diese Einwirkungen bezeichnet man allgemein als Störgrößen: Sie bewirken, dass bestimmte Regelgrößen (z. B. Ionenkonzentration im Blut, Muskellängen, Körpertemperatur usw.) von ihrem Sollwert (dem ‚Normalwert‘) nach oben oder unten abweichen. Der Organismus versucht dann, solche Abweichungen durch Regelung wieder auszugleichen. Er überwacht dabei die Regelgrößen mit Hilfe von Sensoren (Fühlern, Rezeptoren). Das Messergebnis, der Istwert, wird über Nervenerregungen (relativ schnell) oder über die Blutbahn (wesentlich langsamer) zentralen Koordinationsstellen, den Regelzentralen übermittelt. Dort werden Istwert und Sollwert miteinander verglichen. Ergibt sich ein Unterschied, dann veranlasst die Regelzentrale – wieder über Nerven- oder Blutbahnen – dass die Aktivität geeigneter Effektoren (Muskeln, Drüsen) so geändert wird, dass der Istwert der Regelgröße wieder auf den Sollwert zurückgeführt wird. Die Gesamtheit der dabei eingesetzten Effektoren wird auch als Stellwerk bezeichnet.
Das ganze Regelsystem, der sog. Regelkreis, kann von übergeordneten Strukturen, z. B. dem Gehirn, an wechselnde Lebensbedingungen des Gesamtorganismus durch Sollwertverstellung angepasst werden.
Oft haben mehrere Regelkreise gemeinsame Sensoren oder Effektoren, so dass sich die Regelungsvorgänge vielfach überschneiden können. Wegen dieser Vermaschung oder Vernetzung muss zwischen den beteiligten Regelsystemen häufig ein Kompromiss gefunden werden, damit die Regelungsleistungen für den Gesamtorganismus optimiert werden.